# 金山哲平
金山 哲平(かなやま てっぺい)は、元テレビ金沢のアナウンサー。

## 過去の担当番組
- となりのテレ金ちゃん(2017年-2021年、月・火・水・木MC)
- 花のテレ金ちゃん(2021年-、キャスター)
- 北國新聞ニュース
- テレビ金沢ニュース